# Peter Friedrichsen
Peter Friedrichsen (* 22. April 1790 in Satrup; † 7. März 1873 in Preetz) war ein deutscher lutherischer Theologe und Geistlicher.

## Leben
Friedrichsen wurde zunächst von Geistlichen unterrichtet. 1806 bis 1809 besuchte er das Flensburger Gymnasium, bevor er zu Ostern 1809 an der Universität Kiel immatrikuliert wurde und das Studium der Theologie begann. Zu Ostern 1810 wechselte er an die Universität Göttingen, an der er bis 1812 studierte. Anschließend widmete er sich einige Zeit privaten Studien, bevor er 1814 in Gottorf das Theologische Amtsexamen ablegte. Anschließend wurde er Hauslehrer beim Kammerherrn Otto Johann Stemann (1774–1865) in Apenrade. 
Friedrichsen wurde 1817 zum Gymnasiallehrer an der Husumer Gelehrtenschule ernannt und dort 1821 Rektor. Bereits zu dieser Zeit war er schriftstellerisch in Erscheinung getreten. Zum 29. April 1838 wechselte er vom Schuldienst in den geistlichen Stand und wurde Pastor in Jevenstedt. In den Jahren 1848 und 1849 war er Mitglied der konstituierenden Versammlung der Schleswig-Holsteinischen Landesversammlung für den Wahlkreis Hohenwestedt. Zum 20. Juni 1865 wurde er in den Ruhestand versetzt. 
Friedrichsen wurde durch die Universität Kiel 1870 die theologische Ehrendoktorwürde (Dr. theol. h.c.) verliehen.

## Werke (Auswahl)
Eigene Werke
- Kritischer Überblick der merkwürdigen Ansichten vom Buch Jonas: nebst einem neuen Versuche über dasselbe, Hammerich, Altona 1817.
  - 2. umgearbeitete und verbesserte Auflage: Kritische Uebersicht der verschiedenen Ansichten von dem Buche Jonas: nebst einem neuen Versuche über dasselbe, Vogel, Leipzig 1841.
- Variae lectiones in Juvenalis satiras, Meyler, Husum 1830.
- Die Verschlingung des Herakles, Schleswig 1836.
- Elementarbuch der hebräischen Sprache, Kunze, Mainz 1868.

Übersetzungen aus dem Dänischen
- Frederik Christian Petersen: Allgemeine Einleitung in das Studium der Archäologie, Hahn, Leipzig 1829.
- Rudolph Johannes Frederik Henrichsen: Über die Neugriechische oder sogenannte Reuchlinische Aussprache der Hellenischen Sprache, Hinstorff, Parchim und Ludwigslust 1839.
- Rudolph Johannes Frederik Henrichsen: Ueber die sogenannten politischen Verse der Griechen, Engelmann, Leipzig 1839.